# Glee: The Music, Journey to Regionals
Glee: The Music, Journey to Regionals er den anden Extended Play (EP) af castet bag den musikalske tv-serie Glee. Albummet, indeholdende seks sange fra sæson et's finale "Journey to Regionals", blev det udgivet den 8. juni 2010, samme dag som episoden blev vist. Halvdelen af numrene er coverversioner af sange fra det amerikanske rockband Journey. EP'en debuterede på toppen af de amerikanske Billboard 200 og Soundtrack hitlister, hvor salget i den første uge var på 154.000 eksemplarer. I modsætning til tidligere Glee udgivelser, blev ingen singler frigivet fra dette album, men alle dens spor har formået at dukke op på flere nationale hitlister. Sangene blev generelt modtaget positivt, og mange nyder Journey-covers. Sætlisten fra Glee Live! In Concert!, Glee's første koncert turné, indeholdt tre sange fra Glee: The Music, Journey to Regionals.

## Baggrund og sammensætning
Sæsonen et's finale af Glee blev sendt på FOX den 8. juni 2010 i USA. I episoden ser man den fiktive William McKinley High School's kor New Directions til konkurrere til 2010 Midwest Regional Show Choir Championships. Instruktør Will Schuester (Matthew Morrison) beslutter sig for at New Directions skal hylde det amerikanske rockband Journey . Dette var ikke kun som en hyldest til de medvirkende med coverversionen af "Don't Stop Believin'" i sæsonen en premiere, der førte til hans beslutning om at blive på skolen, men som en repræsentation af den vej, hvor de er forpligtet til at nå frem konkurrencen på regionalniveau. De udfører et medley af Journey-sange: kærlighed ballade "Faithfully", med Lea Michele og Cory Monteith som ledende vokaler som Rachel Berry og Finn Hudson, med henholdsvis overgange i et mashup af "Any Way You Want It" og "Lovin', Touchin', Squeezin'". Dette ender med en gentagelse af "Don't Stop Believin'", hvor hvert af castets medlemmer synger en del af sangen. Rival kor Vocal Adrenaline udfører en coverversion af Queen's "Bohemian Rhapsody" med Jesse (Jonathan Groff) på vokal. I slutningen af episoden, beslutter New Directions sig for at vise påskønnelse for Schuester med en gengivelse af Lulu 's "To Sir, with Love" , temaet for filmen af samme navn i 1967. Han returnerer den ære, ved at udfører Israel Kamakawiwo'ole's genopfindelse af " Over the Rainbow" sammen med kormedlem Puck (Mark Salling).
EP'en blev annonceret i en officiel pressemeddelelse den 26. maj 2010. Den blev udgivet den 8. juni 2010 i USA, og den 14. juni 2010 i Storbritannien. "Lovin ', Touchin', Squeezin'" blev tidligere vist i serien's pilot episode. Singlen "Don't Stop Believin'" blev også tidligere blev udført i pilotepisoden, samt i den sæson et episoden "The Rhodes Not Taken". Sangene på EP'en falder alle ind under genrene pop og rock.

## Kritisk modtagelse
The Denver Post's Ricardo Baca nød den velkendte karakter af sangene på EP'en, og kunne bedst lide "Faithfully" af Journey-covers. Han følte dog, at musikken fra "Don't Stop Believin'" sat i skyggen vokalerne fra castet. Andrew Leahey fra Allmusic gav albummet en rating på to-og-en-halv stjerner ud af fem.
En forfatter til Reuters kaldte Journey-medleyen "dybtfølt og opløftende" og Jessica Derschowitz fra CBS News fandt det "fantastisk". Gerrick Kennedy nød det også, og fremhæve dens emotionelle natur og komplimentere hele castets vokal. IGN's Eric Goldman mente at reprisen af "Don't Stop Believin'" fungerede godt, og ønsket ikke blot forbindelsen til pilot, men også dens musikalske rearrangement. Bobby Hankinson fra The Houston Chronicle nød "Don't Stop Believin'", som den bedste af forestillinger, men Vanity Fair's Brett Berk fandt det unødvendigt i medleyen, og følte at de medvirkende ville have gjort bedre til at fremvise mere af "Lovin', Touchin', Squeezin'". Berk nød "Bohemian Rhapsody" bedst, giver det en rating af fire stjerner ud af fem mulige, selv om han syntes, det var alt for forudsigelig sangvalget. Times James Poniewozik mente sangen var en af Glee's bedst, men var eftertænksom om, hvilken en af korets præstationer var bedre. Berk følte det lyriske kontekst med "To Sir with Love" var banal og Hankinson var imponeret over sangen, kalder det "sødt". "Over the Rainbow" blev kaldt "dejlig" af den tidligere performer og Derschowitz besluttede det var en "perfekt" sidste sang.
Tidligere Journey frontmand Steve Perry gav et interview til amerikanske magasin RadarOnline , som co-writer af flere Journey's spor, og roste brugen af hans sange på showet: " Glee har åbnet en international katalog af sangskrivning og indført disse sange til en helt ny generation, der ellers aldrig ville have hørt dem. "  The Regionals-version af "Don't Stop Believin'" fik en Grammy-nominering for Best Pop Performance by a Duo or Group with Vocals til ceremonien i 2011. Efter denne nominering, blev sangen optaget på opsamlingsalbummet 2011 Grammy Nominees.

## Resultater på hitlisterne
EP'en debuterede som nummer et på både den amerikanske Billboard 200 og Soundtracks hitlister, og solgte 154.000 eksemplarer der. Albummet blev Glee's tredje album med en toppostion på Billboard 200. Albummet nåede toppen af hitlisten den 26. juni 2010, tre uger efter Glee: The Music, Volume 3 Showstoppers. Det slog castets egen rekord for den kortest mulige mellem ar debuterer med nummer et med forskellige udgivelser med samme kunstner. Rekorden tidligere med Glee: The Music, The Power of Madonna og Glee: The Music, Volume 3 Showstoppers. Det debuterede som nummer to i Canada og Storbritannien, hvor den solgte 14.000 eksemplarer i den første uge. På den irske albumhitliste indtog Journey to Regionals pladsen som nummer fjorten den 10. juni 2010 kl og steg op til den øverste position i næste uge, i stedet for Glee: The Music, Volume 3 Showstoppers. EP'en indtrådte som nummer syv i Australien den 4. juli 2010, og klatrede fire pladser til sit højdepunkt tre uger senere, og i Mexico, blev et højdepunkt på 59 nået. Salget i anden uge i USA udgjorde 39.000 eksemplarer, da EP'en faldt til en tiende position på Billboard Billboard 200. EP'en har brugt i alt 39 uger på Soundtracks hitlisten.
Selv om ingen af sporene blev udgivet som singler, lykkedes det alle sporene at debuterer i flere lande (med den nye version af "Don't Believin'" kom under den oprindelige version). På debuterede Billboard Hot 100, "Faithfully" højest i ugen med d. 26. juni 2010, som nummer 37. Den samme uge på Canadian Hot 100, debuterer "Over the Rainbow" som nummer 31. Sangen var også højest på den australske og den britiske singlehitliste som nr. 42 og 30. I Irland debuterede "Any Way You Want It / Lovin 'Touchin' Squeezin'" som højeste af Glee's poster som nummer 20 den 17. juni 2010. "Don't Stop Believin'" blev betragtet som en genindspilning af gruppens debutsingle af de fleste hitlister, foruden debut af de nye numre, klatrede det fra nummer 71 til nummer 33 i Storbritannien og fra 49 til 24 i Irland. Dets genindtræden i de enkelte hitlister i USA ved 59 og Canada ved 37, fastsætter det et nyt højdepunkt for sangen i sidstnævnte land. Kun Australian Recording Industry Association betragtede det som en separat sang, der placerede sangen som nummer 67 uge den 12. juli 2010.
Med salgstal fra Nielsen SoundScan, har Yahoo! Music lavet en liste over de tyve mest succesfulde Glee sange udgivet den 22. oktober 2010. Den bedst sælgende sang, med 1.005.000 solgte eksemplarer, var "Don't Stop Believin'". 84.000 af dem kom fra salget af Glee: The Music, Journey to Regionals. "Faithfully" var også på listen, som nummer atten med 159.000 solgte eksemplarer. EP'ens fem nye Billboard Hot 100-poster bragte Glee's samlede optrædener på hitlisten til 64, en bedrift, der placerede dem som nr. syv blandt alle kunstnere, mellem Elton John (67) og Stevie Wonder (63). Billboard noteret en stigning i salget af de oprindelige syv sange, som varierer fra 23% ("Don't Stop Believin ' ") til 557% (" To Sir, with Love "). Derudover oplevede Journey's Greatest Hits (1988) en stigning på 62% i salget, som er en stigende fra 104 til 57 på Billboard 200.

## Promotion
Castet bag Glee indledte en amerikansk koncert tour, Glee Live! In Concert! med start i maj 2010, som et led i markedsføring af deres første sæson. Fra EP'en blev "Faithfully" og "Any Way You Want It / Lovin' Touchin' Squeezin'" optaget på sætlisten. Morrison optrådt på datoer i New York City for at synge "Over the Rainbow", mens han spille ukelele. Han blev ledsaget af Salling, da han atter sang nummeret på den årlige White House Easter Egg Roll i 2010. Hertil kommer det, athan også optrådte med sangen på The O2 Arena i London med Leona Lewis den 16. juni 2010, som en del af Lewis' tour, The Labyrinth. Den 5. december 2010, dukkede castet op i 7. sæson af den britiske reality tv-serien The X Factor for at udføre "Don't Stop Believin'".

## Spor
| Nr. | Titel                                           | Overskriftstekst           | Forfatter (e)         | Længde |
| --- | ----------------------------------------------- | -------------------------- | --------------------- | ------ |
| 1.  | "Faithfully"                                    | Jonathan Cain              | Journey               | 4:35   |
| 2.  | "Any Way You Want It/Lovin' Touchin' Squeezin'" | Steve Perry, Neal Schon    | Journey               | 3:09   |
| 3.  | "Don't Stop Believin'"                          | Cain, Perry, Schon         | Journey               | 3:43   |
| 4.  | "Bohemian Rhapsody" (featuring Jonathan Groff)  | Freddie Mercury            | Queen                 | 5:57   |
| 5.  | "To Sir with Love"                              | Don Black, Mark London     | Lulu                  | 2:43   |
| 6.  | "Over the Rainbow"                              | Harold Arlen, E.Y. Harburg | Israel Kamakawiwo'ole | 2:31   |

## Personale
| - Dianna Agron – vokal - Adam Anders – lydteknik, producer, soundtrack producer, vocal arrangement - Harold Arlen – composer - Peer Åström – lydteknik, mixing, producer - Dave Bett – art direction, design - Don Black – komponist - P.J. Bloom – musik supervisor - Geoff Bywater – Udøvende ansvar for musik - Jonathan Cain – komponist - Chris Colfer – vokal - Tim Davis – vokal arrangement, vokal contractor - Dante Di Loreto – soundtrack executive producer - Brad Falchuk – soundtrack executive producer - Jonathan Groff – vokal - Heather Guibert – koordination - E.Y. "Yip" Harburg – komponist - Robin Koehler – koordination - Mark London – komponist - Jane Lynch – vokal | - Meaghan Lyons – koordination - Dominick Maita – mastering - Maria Paula Marulanda – art direction, design - Jayma Mays – vokal - Kevin McHale – vokal - Freddie Mercury – komponist - Lea Michele – vokal - Cory Monteith – vokal - Matthew Morrison – vokal - Ryan Murphy – producer, soundtrack producer - Steve Perry – komponist - Ryan Peterson – komponist - Amber Riley – vokal - Naya Rivera – vokal - Mark Salling – vokal - Neal Schon – komponist - Miranda Penn Turin – fotografi - Jenna Ushkowitz – vokal |

Kilde: allmusic.

## Hitlister
| Hitlister (2010)           | Top position |
| -------------------------- | ------------ |
| Australian Albums Chart    | 3            |
| Canadian Albums Chart      | 2            |
| Irish Albums Chart         | 1            |
| Mexican Albums Chart       | 59           |
| UK Albums Chart            | 2            |
| U.S. Billboard 200         | 1            |
| U.S. Billboard Soundtracks | 1            |

| Hitlister (2010)            | Rang |
| --------------------------- | ---- |
| US Billboard 200            | 92   |
| US Billboard Digital Albums | 20   |
| US Billboard Soundtracks    | 9    |

## Udgivelseshistorie
| Region         | Udgivelsesdato  |
| -------------- | --------------- |
| Canada         | 8. juni 2010    |
| Japan          | 8. juni 2010    |
| USA            | 8. juni 2010    |
| Irland         | 11. juni 2010   |
| Storbritannien | 14. juni 2010   |
| Australien     | 18. juni 2010   |
| New Zealand    | 21. juni 2010   |
| Taiwan         | 10. august 2010 |